# Adidas Grand Prix
Adidas Grand Prix, tidigare Reebok Grand Prix är en årlig friidrottstävling på Icahn Stadium i New York, USA. Tävlingen var förut en av Super Grand Prix-galorna, men har sedan 2010 varit en av fjorton stycken i IAAF:s Diamond League. Två världsrekord har genom tävlingens historia slagits: Meseret Defar, Etiopien med 14:24.53 på 5000 m år 2006 och Usain Bolt, Jamaica med 9,72 på 100 m år 2008.